# قلعه‌چه کلان (جماعت)
قلعه‌چهٔ کَلان (پیشتر کامونیزم یا پراودا) جماعت و شهرکی در شمال غربی تاجیکستان است که در ناحیهٔ استروشن ولایت سغد قرار دارد. جمعیت این جماعت ۱۱٬۶۵۲ نفر است.